# Old Tucson Studios

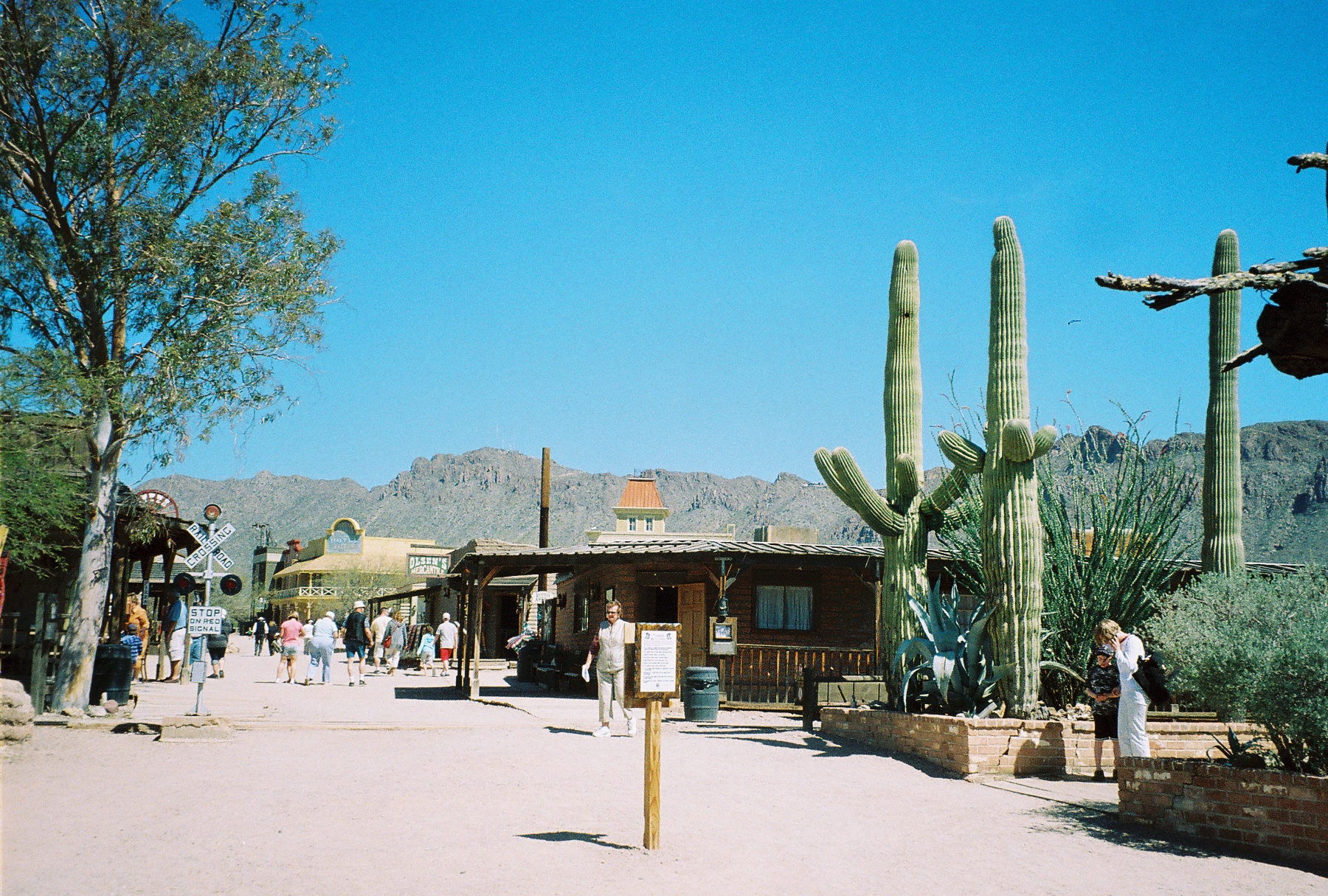
Eingang in die Old Tucson Studios 2010

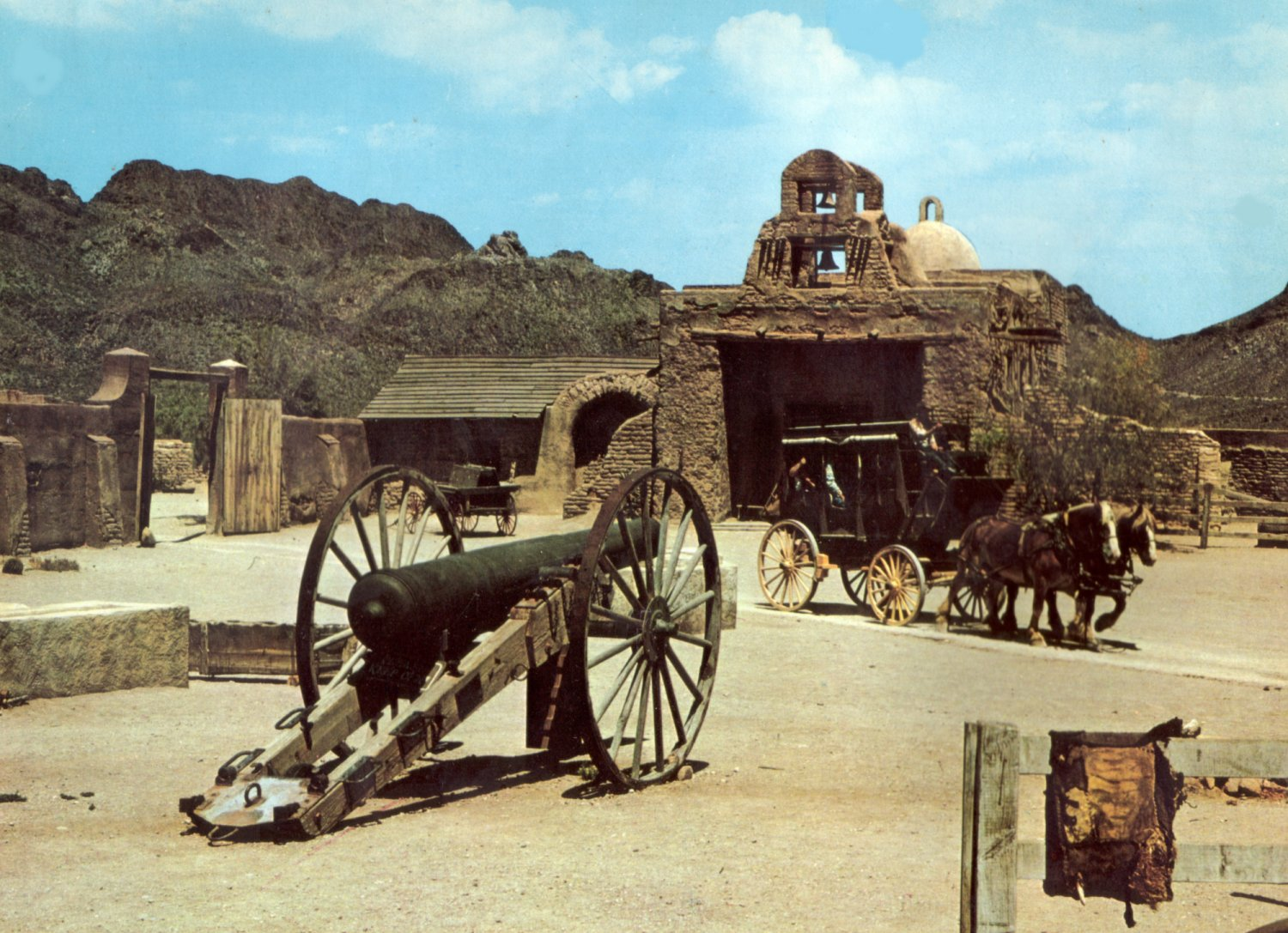
Old Tucson Studios im Jahr 1979

Old Tucson Studios ist ein 1,3 km² großes Filmstudio für Western in der Sonora-Wüste von Arizona, 19 km westlich von Tucson. Das Studio ist gleichzeitig ein Freizeitpark und liegt innerhalb des bergigen Tucson Mountain Parks.
Das Studio hat seinen Ursprung im Jahr 1939. Für den Film Arizona wurde der Ort Tucson aus den 1860er-Jahren nachgebaut. Etwa 50 Gebäude wurden errichtet, darunter auch Gebäude aus Lehmziegeln, die teilweise bis heute erhalten sind. In den 1950er-Jahren etablierte sich das Filmstudio und wurde regelmäßig als Schauplatz für Filmaufnahmen verwendet. Immer weitere Gebäude wurden errichtet. 1959 entstand beispielsweise Rio Bravo mit John Wayne in den Old Tucson Studios, weitere bekannte Western mit in den Old Tucson Studios gedrehten Szenen sind Winchester ’73, Zwei rechnen ab und El Dorado.
Robert Shelton erweiterte 1960 das Studio zu einem Freizeitpark. 1968 wurde eine Produktionshalle für Innenaufnahmen gebaut und mit Mescal ein zweites Film-Gelände 64 km südöstlich von Tucson erworben, das einen Drehort in einer Ebene bietet. 1970 erwarb das Studio die Dampflokomotive The Reno aus dem Jahr 1872, die seitdem in Hunderten von Filmen und Fernsehproduktionen zu sehen war.
Fernsehproduktionen wurden zu einem weiteren Standbein der Old Tucson Studios. Um 1970 wurden hier einige Folgen von High Chaparral gefilmt. Zwischen 1977 und 1983 diente Old Tucson der Serie Unsere kleine Farm als Drehort.
Einer der letzten in den Old Tucson Studios produzierten Blockbuster-Filme war 1995 Schneller als der Tod. Auch der Film Tombstone mit Kurt Russell als Wyatt Earp und Val Kilmer als Doc Holliday wurde unter anderem hier gedreht.
Am 25. April 1995 zerstörte ein Feuer einen Großteil der Gebäude. Nach zwei Jahren wurde der Freizeitpark neu eröffnet und bietet für den Besucher unter anderem Besichtigungen von wiederaufgebauten Drehorten.